# Yakup Gör
Yakup Gör (* 10. November 1988 in Erzurum) ist ein türkischer Ringer. Er wurde 2013 Vize-Europameister im freien Stil im Leichtgewicht.

## Werdegang
Yakup Gör begann als Jugendlicher im Jahre 2000 in Erzurum mit dem Ringen. Er gehörte dort dem Ringerclub B.B. (Büyüksehir Belediyesi) Erzurum an. Er konzentriert sich auf den freien Stil und wurde bzw. wird von Adem Bereket und Ibrahim Akgün trainiert. Später wechselte er zu B. B. Istanbul. Er ist 1,73 Meter groß und Ringen ist z. Zt. auch sein Beruf.
Als Junior trat er noch nicht besonders in Erscheinung. Seine ersten Wettkämpfe auf der internationalen Ringermatte fanden im Jahre 2010 statt, als er bereits 22 Jahre alt war. Im Mai 2010 belegte er bei den Mittelmeer-Spielen in Istanbul im Leichtgewicht den 3. Platz hinter seinem Landsmann Mustafa Kaya und Panagiotis Makrinas, Griechenland. Im Jahre 2011 wurde er bei der Europameisterschaft in Dortmund eingesetzt. Er kam dort zu einem Sieg über den Schweizer Steven Graf, unterlag dann aber gegen Koba Kakaladse, Georgien. Da dieser das Finale nicht erreichte, schied er aus und belegte den 10. Platz.
Bei der türkischen Meisterschaft 2012 kam er im Leichtgewicht hinter Muhammad Ilchan auf den 2. Platz. Er wurde auch wieder bei der Europameisterschaft 2012 in Belgrad eingesetzt, wo er mit einem Sieg über Dejan Mitrow, Mazedonien, einer Niederlage gegen Alan Gogajew, Russland, einem Sieg über Adam Blok, Polen und einer Niederlage im entscheidenden Kampf um eine Bronzemedaille gegen Dawit Safarjan, Armenien, unterlag. Er kam damit auf den 5. Platz. Die Qualifikation für die Olympischen Spiele in London gelang Yakup Gör nicht.
2013 war er wieder bei der Europameisterschaft, die in Tiflis stattfand, am Start und gewann dort mit Siegen über Dejan Mitrow, Ionut Adrian Moise, Rumänien und Iljas Bekbulatow, Russland, bei einer Niederlage im Finale gegen Dawit Safarjan eine Silbermedaille.

## Internationale Erfolge
| Jahr | Platz | Wettbewerb                                               | Gewichtsklasse | Ergebnisse |
| 2010 | 13.   | "Takhti"-Cup in Esfahan                                  | Leicht         | hinter Mohsen Jahanbachschian und Mohsen Aghajani, beide Iran |
| 2010 | 3.    | Mittelmeer-Spiele in Istanbul                            | Leicht         | hinter Mustafa Kaya, Türkei und Panagiotis Makrinas, Griechenland |
| 2011 | 10.   | EM in Dortmund                                           | Leicht         | nach einem Sieg über Steven Graf, Schweiz und einer Niederlage gegen Koba Kakaladse, Georgien                                                                            |
| 2011 | 9.    | "Giwi Kartosija & Wachtang Balawadse"-Memorial in Tiflis | Leicht         | Sieger: Schalwa Musiaschwili Abajewi, Georgien vor Dawit Safarjan, Armenien                                                                                              |
| 2011 | 3.    | Golden-Grand-Prix in Baku                                | Leicht         | hinter Jabrail Hasanow, Aserbaidschan und Schalwa Musiaschwili Abajewi                                                                                                   |
| 2012 | 2.    | "Yasar-Dogu"-Memorial in Istanbul                        | Leicht         | hinter Mustafa Kaya, vor Jabrail Hasanow |
| 2012 | 5.    | EM in Belgrad                                            | Leicht         | nach einem Sieg über Dejan Mitrow, Mazedonien, einer Niederlage gegen Alan Gogajew, Russland, einem Sieg über Adam Blok, Polen und einer Niederlage gegen Dawit Safarjan |
| 2012 | 8.    | Olympia-Qualif.-Turnier in Taiyuan/China                 | Leicht         | Sieger: Sushil Kumar, Indien vor Otar Tutischwili, Georgien |
| 2013 | 1.    | "Yasar-Dogu"-Memorial in Ankara                          | Leicht         | vor Muhammad Ilchan, Servet Coskun und Mustafa Bozkurt, alle Türkei |
| 2013 | 1.    | Welt-Cup in Teheran                                      | Leicht         | vor Brent Metcalf, USA, Toshinori Ishida, Japan und Mehdi Taghavi Kermani, Iran                                                                                          |
| 2013 | 2.    | EM in Tiflis                                             | Leicht         | nach Siegen über Dejan Mitrow, Ionut Adrian Moise, Rumänien und Iljas Bekbulatow, Russland und einer Niederlage gegen Dawit Safarjan                                     |

- alle Wettkämpfe im freien Stil
- Leichtgewicht, Gewichtsklasse bis 66 kg Körpergewicht
- EM = Europameisterschaft